# Cynanchum haughtii
Cynanchum haughtii är en oleanderväxtart som beskrevs av R. E. Woodson. Cynanchum haughtii ingår i släktet Cynanchum och familjen oleanderväxter. Inga underarter finns listade i Catalogue of Life.